# Ambix (Zeitschrift)

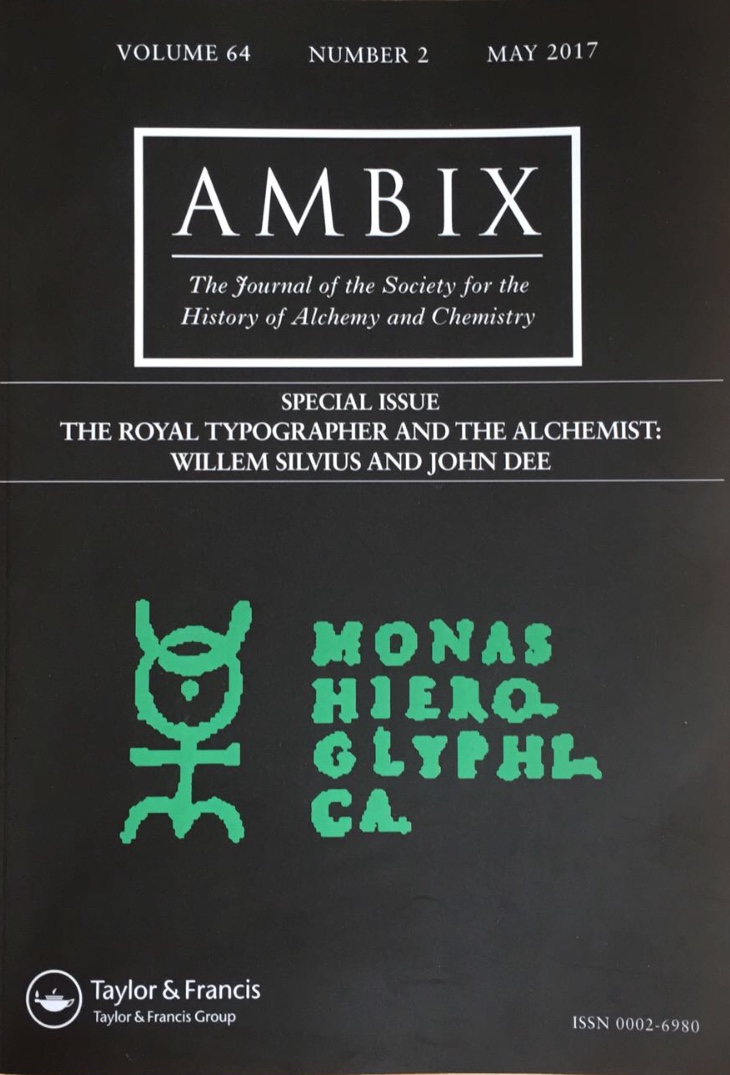
Ambix, Sonderausgabe zu John Dee 2017

Ambix ist eine vierteljährlich erscheinende Zeitschrift mit Peer-Review der Society for the History of Alchemy and Chemistry für die Geschichte der Alchemie und frühen Chemie. Sie erschien zuerst 1937. Sie erscheint im Verlag Taylor & Francis, die den ursprünglichen Verlag Maney Publishing 2015 übernahmen.
Gründungsherausgeber war Frank Sherwood Taylor. Nachdem der erste Band 1937 erschienen war, gab es 1939 bis 1945 eine Unterbrechung durch den Zweiten Weltkrieg. Der zweite Band erschien 1947. Nachdem Desmond Geoghegan 1956 Herausgeber wurde, erweiterte Ambix seinen historischen Horizont weiter bis ins 19. Jahrhundert und mit dem Herausgeber William Hodson Brock (ab 1967) wurde auch die Grenze um 1850 aufgehoben.
Der Name stammt vom griechischen Namen für Alembik. Sie ist gleichzeitig das offizielle Organ der Society for the History of Alchemy and Chemistry.
Die ISSN der Printausgabe ist 0002-6980.